# Pedaliodes porina
Pedaliodes porina är en fjärilsart som beskrevs av William Chapman Hewitson 1862. Pedaliodes porina ingår i släktet Pedaliodes och familjen praktfjärilar. Inga underarter finns listade i Catalogue of Life.